# Сільвія Ешлі
Сільвія Ешлі (англ. Sylvia Ashley; 1 квітня 1904 — 29 червня 1977) — британська модель, акторка та світська левиця, відома завдяки своїм шлюбам з британськими аристократами і американськими кінозірками.

## Особисте життя
Ешлі, уроджена Едіт Луїза Сільвія Гокс, народилася в Паддінгтоні, Лондон, Англія, в сім'ї Артура Говкса і Едіт Флоренс Гайд. Протягом життя вона постійно вказувала роком свого народження 1906, проте в актах записи про реєстрацію новонароджених Англії і Уельса зазначено про внесення її до списку в червні 1904 року. Її сестра, Ліліан Віра Гокс (6 березня 1910 — 1 січня 1997), була дружиною британського кінопродюсера Безіла Блека.
Говкс була п'ять разів одружена:
- Майор Ентоні Ешлі Купер, Лорд Ешлі (3 лютого 1927 — 28 листопада 1934)
- Дуглас Фербенкс старший, американський актор (7 березня 1936 — 12 січня 1939)
- Едвард Стенлі, 6-й барон Стенлі з Олдерлі (18 січня 1944—1948)
- Кларк Ґейбл, американський актор (20 грудня 1949 — 21 квітня 1952)
- Князь Дмитро Джорджадзе, власник мережі готелів і автогонщик (1954 — 29 червня 1977)

## Кар'єра
Свою кар'єру вона розпочала як танцівниця, використовуючи своє друге ім'я Сільвія, в танцювальному шоу «Кокран», британському аналогу «Безумств Зігфелда». Надалі вона брала участь в різних музичних комедіях і виступила в ряді постановок на Вест-Енді.
У березні 1941 року вона, спільно з сестрою Вірою Блек, актрисами Констанс Беннетт і Вірджинією Фокс, організувала благодійний фонд, робота якого зосереджена була на наданні різної допомоги біженцям в роки Другої Світової війни. Штаб-квартира організації перебувала в Лос-Анджелесі.

## Смерть
Леді Ешлі померла від раку у віці 73 роки у Лос-Анджелесі. Вона похована на кладовищі «Hollywood Forever». Її могила знаходиться за 680 метрів на північ від могили її другого чоловіка, Дугласа Фербенкса-старшого.